# Mount Giles, Northern Territory
Mount Giles är ett berg i Australien. Det ligger i regionen MacDonnell och territoriet Northern Territory, omkring 1 300 kilometer söder om territoriets huvudstad Darwin. Toppen på Mount Giles är 1 389 meter över havet.
Mount Giles är den högsta punkten i trakten. Trakten runt Mount Giles är nära nog obefolkad, med mindre än två invånare per kvadratkilometer.. Det finns inga samhällen i närheten.
Omgivningarna runt Mount Giles är i huvudsak ett öppet busklandskap. Genomsnittlig årsnederbörd är 350 millimeter. Den regnigaste månaden är februari, med i genomsnitt 81 mm nederbörd, och den torraste är augusti, med 1 mm nederbörd.